# Fructosurie
Fructosurie is een toestand waarbij zich fructose in de urine bevindt. Dit is het gevolg van een tekort aan het leverenzym fructokinase. Dit is een erfelijke aandoening. Het is niet ernstig of gevaarlijk. Het moet niet worden verward met Fructose-intolerantie, wat wel een ernstige aandoening is.